# اسرائیل در مسابقه آواز یوروویژن
اسرائیلتا کنون ۴۲ بار در مسابقه آواز یوروویژن شرکت کرده است که اولین بارش در مسابقه آواز یوروویژن ۱۹۷۳ بود. حضور اشغالگران فلسطین در یوروویژن به خاطر عضویت سازمان رادیو و تلویزیون اسرائیل در اتحادیه پخش برنامه‌های اروپایی (سازمان مسئول اجرای یوروویژن) است. اسرائیل تاکنون چهاربار برنده مسابقه یوروویژن شده است، ۱۹۷۸، ۱۹۷۹، ۱۹۹۸، ۲۰۱۸)

## خلاصه
راهنما
| سال                        | هنرمند                            | زبان                        | عنوان                                                  | فینال              | امتیاز             | نیمه‌نهایی            | امتیاز               |
| -------------------------- | --------------------------------- | --------------------------- | ------------------------------------------------------ | ------------------ | ------------------ | -------------------- | -------------------- |
| مسابقه آواز یوروویژن ۱۹۷۳  | Ilanit                            | زبان عبری                   | "Ey Sham" (אי שם)                                      | ۴                  | ۹۷                 | No semi-finals       | No semi-finals       |
| مسابقه آواز یوروویژن ۱۹۷۴  | Kaveret                           | عبری                        | "Natati La Khayay" (נתתי לה חיי)                       | ۷                  | ۱۱                 | No semi-finals       | No semi-finals       |
| مسابقه آواز یوروویژن ۱۹۷۵  | Shlomo Artzi                      | عبری                        | "At Va'Ani" (את ואני)                                  | ۱۱                 | ۴۰                 | No semi-finals       | No semi-finals       |
| مسابقه آواز یوروویژن ۱۹۷۶  | Chocolate, Menta, Mastik          | عبری                        | "Emor Shalom" (אמור שלום)                              | ۶                  | ۷۷                 | No semi-finals       | No semi-finals       |
| مسابقه آواز یوروویژن ۱۹۷۷  | Ilanit                            | عبری                        | "Ahava Hi Shir Lishnayim" (אהבה היא שיר לשניים)        | ۱۱                 | ۴۹                 | No semi-finals       | No semi-finals       |
| مسابقه آواز یوروویژن ۱۹۷۸  | ایزهر کوهن & آلفابتا              | عبری                        | "A-Ba-Ni-Bi" (א-ב-ני-בי)                               | ۱                  | ۱۵۷                | No semi-finals       | No semi-finals       |
| مسابقه آواز یوروویژن ۱۹۷۹  | گالی اتاری & مایک و هانی (گروه)   | عبری                        | "Hallelujah" (הללויה)                                  | ۱                  | ۱۲۵                | No semi-finals       | No semi-finals       |
| مسابقه آواز یوروویژن ۱۹۸۰  | شرکت نکرد                         | شرکت نکرد                   | شرکت نکرد                                              | شرکت نکرد          | شرکت نکرد          | No semi-finals       | No semi-finals       |
| مسابقه آواز یوروویژن ۱۹۸۱  | Hakol Over Habibi                 | عبری                        | "Halayla" (הלילה)                                      | ۷                  | ۵۶                 | No semi-finals       | No semi-finals       |
| مسابقه آواز یوروویژن ۱۹۸۲  | Avi Toledano                      | عبری                        | "Hora" (הורה)                                          | ۲                  | ۱۰۰                | No semi-finals       | No semi-finals       |
| مسابقه آواز یوروویژن ۱۹۸۳  | عوفرا حازا                        | عبری                        | "Hi" (חי)                                              | ۲                  | ۱۳۶                | No semi-finals       | No semi-finals       |
| مسابقه آواز یوروویژن ۱۹۸۴  | شرکت نکرد                         | شرکت نکرد                   | شرکت نکرد                                              | شرکت نکرد          | شرکت نکرد          | No semi-finals       | No semi-finals       |
| مسابقه آواز یوروویژن ۱۹۸۵  | ایزهر کوهن                        | عبری                        | " Olé, Olé " (עולה, עולה)                              | ۵                  | ۹۳                 | No semi-finals       | No semi-finals       |
| مسابقه آواز یوروویژن ۱۹۸۶  | Moti Giladi & Sarai Tzuriel       | عبری                        | "Yavo Yom" (יבוא יום)                                  | ۱۹                 | ۷                  | No semi-finals       | No semi-finals       |
| مسابقه آواز یوروویژن ۱۹۸۷  | Lazy Bums                         | عبری                        | "Shir Habatlanim" (שיר הבטלנים)                        | ۸                  | ۷۳                 | No semi-finals       | No semi-finals       |
| مسابقه آواز یوروویژن ۱۹۸۸  | Yardena Arazi                     | عبری                        | "Ben Adam" (בן אדם)                                    | ۷                  | ۸۵                 | No semi-finals       | No semi-finals       |
| مسابقه آواز یوروویژن ۱۹۸۹  | Gili & Galit                      | عبری                        | "Derekh Hamelekh" (דרך המלך)                           | ۱۲                 | ۵۰                 | No semi-finals       | No semi-finals       |
| مسابقه آواز یوروویژن ۱۹۹۰  | ریتا (خواننده)                    | عبری                        | "Shara Barkhovot" (שרה ברחובות)                        | ۱۸                 | ۱۶                 | No semi-finals       | No semi-finals       |
| مسابقه آواز یوروویژن ۱۹۹۱  | Duo Datz                          | عبری                        | "Kan" (כאן)                                            | ۳                  | ۱۳۹                | No semi-finals       | No semi-finals       |
| مسابقه آواز یوروویژن ۱۹۹۲  | Dafna Dekel                       | عبری                        | "Ze Rak Sport" (זה רק ספורט)                           | ۶                  | ۸۵                 | No semi-finals       | No semi-finals       |
| مسابقه آواز یوروویژن ۱۹۹۳  | Sarah'le Sharon & The Shiru Group | عبری، زبان انگلیسی          | "Shiru" (שירו)                                         | ۲۴                 | ۴                  | No semi-finals       | No semi-finals       |
| مسابقه آواز یوروویژن ۱۹۹۴  | شرکت نکرد                         | شرکت نکرد                   | شرکت نکرد                                              | شرکت نکرد          | شرکت نکرد          | No semi-finals       | No semi-finals       |
| مسابقه آواز یوروویژن ۱۹۹۵  | Liora                             | عبری                        | "Amen" (אמן)                                           | ۸                  | ۸۱                 | No semi-finals       | No semi-finals       |
| مسابقه آواز یوروویژن ۱۹۹۶a | Galit Bell                        | عبری                        | "Shalom Olam" (שלום עולם)                              | Failed to qualify  | Failed to qualify  | ۲۸                   | ۱۲                   |
| مسابقه آواز یوروویژن ۱۹۹۷  | شرکت نکرد                         | شرکت نکرد                   | شرکت نکرد                                              | شرکت نکرد          | شرکت نکرد          | بدون نیمه‌نهایی       | بدون نیمه‌نهایی       |
| مسابقه آواز یوروویژن ۱۹۹۸  | دانا اینترنشنال                   | عبری                        | "Diva" (דיווה)                                         | ۱                  | 172c               | بدون نیمه‌نهایی       | بدون نیمه‌نهایی       |
| مسابقه آواز یوروویژن ۱۹۹۹  | Eden                              | عبری، انگلیسی               | "Yom Huledet (Happy Birthday)" (יום הולדת)             | ۵                  | ۹۳                 | بدون نیمه‌نهایی       | بدون نیمه‌نهایی       |
| مسابقه آواز یوروویژن ۲۰۰۰  | PingPong                          | عبری                        | "Sameach" (שמח)                                        | ۲۲                 | ۷                  | بدون نیمه‌نهایی       | بدون نیمه‌نهایی       |
| مسابقه آواز یوروویژن ۲۰۰۱  | Tal Sondak                        | عبری                        | "En Davar" (אין דבר)                                   | ۱۶                 | ۲۵                 | بدون نیمه‌نهایی       | بدون نیمه‌نهایی       |
| مسابقه آواز یوروویژن ۲۰۰۲  | ساریت حداد                        | عبری، انگلیسی               | "Nadlik Beyakhad Ner (Light A Candle)" (נדליק ביחד נר) | ۱۲                 | ۳۷                 | بدون نیمه‌نهایی       | بدون نیمه‌نهایی       |
| مسابقه آواز یوروویژن ۲۰۰۳  | Lior Narkis                       | عبری، انگلیسی               | "Milim La'Ahava" (מילים לאהבה)                         | ۱۹                 | ۱۷                 | بدون نیمه‌نهایی       | بدون نیمه‌نهایی       |
| مسابقه آواز یوروویژن ۲۰۰۴  | David D'Or                        | عبری، انگلیسی               | "Leha'amin" (להאמין)                                   | Failed to qualify  | Failed to qualify  | ۱۱                   | ۵۷                   |
| مسابقه آواز یوروویژن ۲۰۰۵  | شیری میمون                        | انگلیسی، عبری               | "HaSheket SheNish'ar" (השקט שנשאר)                     | ۴                  | ۱۵۴                | ۷                    | ۱۵۸                  |
| مسابقه آواز یوروویژن ۲۰۰۶  | Eddie Butler                      | انگلیسی، عبری               | "Together We Are One"                                  | ۲۳                 | ۴                  | Top 11 Previous Year | Top 11 Previous Year |
| مسابقه آواز یوروویژن ۲۰۰۷  | Teapacks                          | انگلیسی، زبان فرانسوی، عبری | "Push the Button"                                      | Failed to qualify  | Failed to qualify  | ۲۴                   | ۱۷                   |
| مسابقه آواز یوروویژن ۲۰۰۸  | Bo'az Ma'uda                      | عبری، انگلیسی               | "The Fire In Your Eyes"                                | ۹                  | ۱۲۴                | ۵                    | ۱۰۴                  |
| مسابقه آواز یوروویژن ۲۰۰۹  | آخی‌نوعم نینی & میرا عواد          | انگلیسی، عبری، زبان عربی    | "There Must Be Another Way"                            | ۱۶                 | ۵۳                 | ۷                    | ۷۵                   |
| مسابقه آواز یوروویژن ۲۰۱۰  | هرئل اسکات                        | عبری                        | "Milim" (מילים)                                        | ۱۴                 | ۷۱                 | ۸                    | ۷۱                   |
| مسابقه آواز یوروویژن ۲۰۱۱  | دانا اینترنشنال                   | عبری، انگلیسی               | "Ding Dong" (דינג דונג)                                | به فینال راه نیافت | به فینال راه نیافت | ۱۵                   | ۳۸                   |
| مسابقه آواز یوروویژن ۲۰۱۲  | Izabo                             | انگلیسی، عبری               | "Time"                                                 | به فینال راه نیافت | به فینال راه نیافت | ۱۳                   | ۳۳                   |
| مسابقه آواز یوروویژن ۲۰۱۳  | Moran Mazor                       | عبری                        | "Rak bishvilo" (רק בשבילו)                             | به فینال راه نیافت | به فینال راه نیافت | ۱۴                   | ۴۰                   |
| مسابقه آواز یوروویژن ۲۰۱۴  | Mei Finegold                      | انگلیسی، عبری               | "Same Heart"                                           | به فینال راه نیافت | به فینال راه نیافت | ۱۴                   | ۱۹                   |
| مسابقه آواز یوروویژن ۲۰۱۵  | Nadav Guedj                       | انگلیسی                     | "Golden Boy"                                           | ۹                  | ۹۷                 | ۳                    | ۱۵۱                  |
| مسابقه آواز یوروویژن ۲۰۱۶  | هوی استار                         | انگلیسی                     | "ساخته‌شده از ستارگان"                                  | ۱۴                 | ۱۳۵                | ۷                    | ۱۴۷                  |
| مسابقه آواز یوروویژن ۲۰۱۷  | ایمری زیو                         | انگلیسی                     | "احساس زنده بودن می‌کنم"                                | ۲۳                 | ۳۹                 | ۳                    | ۲۰۷                  |
| مسابقه آواز یوروویژن ۲۰۱۸  | نتا بارزیلای                      | انگلیسی                     | "اسباب‌بازی"                                            | ۱                  | ۵۲۹                | ۱                    | ۲۸۳                  |
| مسابقه آواز یوروویژن ۲۰۱۹  | Kobi Marimi                       | انگلیسی                     | "Home"                                                 | ۲۳                 | ۳۵                 | کشور میزبان          | کشور میزبان          |

## یادداشت
1. ↑  According to the then-Eurovision rules, the top ten non-مسابقه آواز یوروویژن countries from the previous year along with the Big Four automatically qualified for the Grand Final without having to compete in semi-finals. For example, if Germany and France placed inside the top ten, the 11th and 12th spots were advanced to next year's Grand Final along with all countries ranked in the top ten.
2. ↑  اگر کشوری برنده یورویژن شود، سال بعد نیازی به حضور در نیمه‌نهایی ندارد.